# Phạm Trường Giang
Phạm Trường Giang (sinh năm 1968), là tướng lĩnh Công an nhân dân Việt Nam, hàm Thiếu tướng. Ông hiện giữ chức vụ Ủy viên Đảng ủy Công an Trung ương, Bí thư Đảng ủy, Cục trưởng Cục Kế hoạch và tài chính, Bộ Công an.

## Sự nghiệp
Thiếu tướng Phạm Trường Giang sinh năm 1968, quê quán huyện Thanh Hà, tỉnh Hải Dương. Trước khi được điều động, luân chuyển, bổ nhiệm giữ chức vụ Giám đốc Công an tỉnh Phú Thọ, ông Giang là Phó Giám đốc Công an tỉnh Hải Dương.
Ngày 18 tháng 4 năm 2023, tại Hà Nội, Bộ Công an tổ chức lễ công bố Quyết định của Bộ trưởng Bộ Công an về công tác cán bộ đối với Đại tá Phạm Trường Giang, Giám đốc Công an tỉnh Phú Thọ.
Theo đó, Đại tá Phạm Trường Giang, Giám đốc Công an tỉnh Phú Thọ đến nhận công tác, giữ chức vụ Cục trưởng Cục Kế hoạch và tài chính, kể từ ngày 1 tháng 5 năm 2023
Tháng 7 năm 2023, Ông được Chủ tịch nước Cộng hòa xã hội chủ nghĩa Việt Nam phong hàm Thiếu tướng Công an nhân dân Việt Nam.

## Lịch sử thụ phong cấp bậc hàm
| Năm thụ phong | 2019   | 7.2023      |
| ------------- | ------ | ----------- |
| Quân hàm      |        |             |
| Cấp bậc       | Đại tá | Thiếu tướng |